# Félix Cárdenas
Félix Rafael Cárdenas Ravalo (Santander, 24 november 1973) is een voormalig Colombiaans wielrenner. Hij stond bekend als goede klimmer. Zijn bijnaam in het peloton was el gato. Zijn beste resultaten behaalde hij in de Ronde van Spanje in dienst van Café Baque.
Hij werd in 2010 Colombiaans kampioen op de weg.

## Belangrijkste overwinningen
2000
- 10e etappe Ronde van Spanje
- 4e etappe Ronde van de Limousin

2001
- 12e etappe Ronde van Frankrijk
- Bergklassement Ronde van Catalonië

2002
- 4e etappe Ronde van Trentino
- 9e en 11e etappe Ronde van Colombia

2003
- 2e etappe Ronde van La Rioja
- Eindklassement Ronde van La Rioja
- 1e etappe Ronde van Castilië en Leon
- 7e en 11e etappe Ronde van Colombia
- 8e etappe Clásico RCN
- 16e etappe en  bergklassement Ronde van Spanje

2004
- 17e etappe en  bergklassement Ronde van Spanje
- 4e etappe Clásico RCN

2005
- 3e en 5e etappe en eindklassement Ronde van Japan

2006
- 2e etappe Brixia Tour
- Prueba Villafranca de Ordizia
- GP Industria e Commercio Artigianato Carnaghese

2007
- 1e etappe Ronde van de Kaap

2008
- 2e etappe Clásico RCN

2010
- Proloog Ronde van Valle del Cauca
- 1e etappe en eindklassement Clásico RCN
- Colombiaans kampioenschap op de weg, elite

2011
- 4e etappe en eindklassement Ronde van Colombia

2012
- 9e etappe Ronde van Chili
- 3e, 4e en 10e etappe en eindklassement Ronde van Colombia
- Colombiaans kampioenschap op de weg, elite
- Colombiaanse Spelen

2013
- 5e etappe Ronde van Valle del Cauca
- 9e etappe Ronde van Colombia

2014
- 8e etappe Ronde van Colombia

## Resultaten in voornaamste wedstrijden
| Jaar | Ronde van Italië | Ronde van Frankrijk | Ronde van Spanje |
| ---- | ---------------- | ------------------- | ---------------- |
| 2000 | opgave           |                     | 31e (1)          |
| 2001 |                  | 61e (1)             | 95e              |
| 2003 |                  |                     | 8e (1)           |
| 2004 |                  |                     | 29e (1)          |
| 2007 |                  | 105e                |                  |
| 2008 | 16e              | opgave              |                  |
| 2009 | 65e              |                     |                  |

| Jaar | Milaan-San Remo | Luik-Bast.‑Luik | Ronde van Lombardije |  | WK op de weg |
| ---- | --------------- | --------------- | -------------------- |  | ------------ |
| 2000 |                 |                 |                      |  |              |
| 2001 |                 |                 |                      |  |              |
| 2003 |                 |                 |                      |  | 55e          |
| 2004 |                 |                 |                      |  |              |
| 2007 |                 | 48e             | 87e                  |  |              |
| 2008 |                 |                 |                      |  | 60e          |
| 2009 | 121e            |                 |                      |  |              |